# Parfait-Louis Monteil

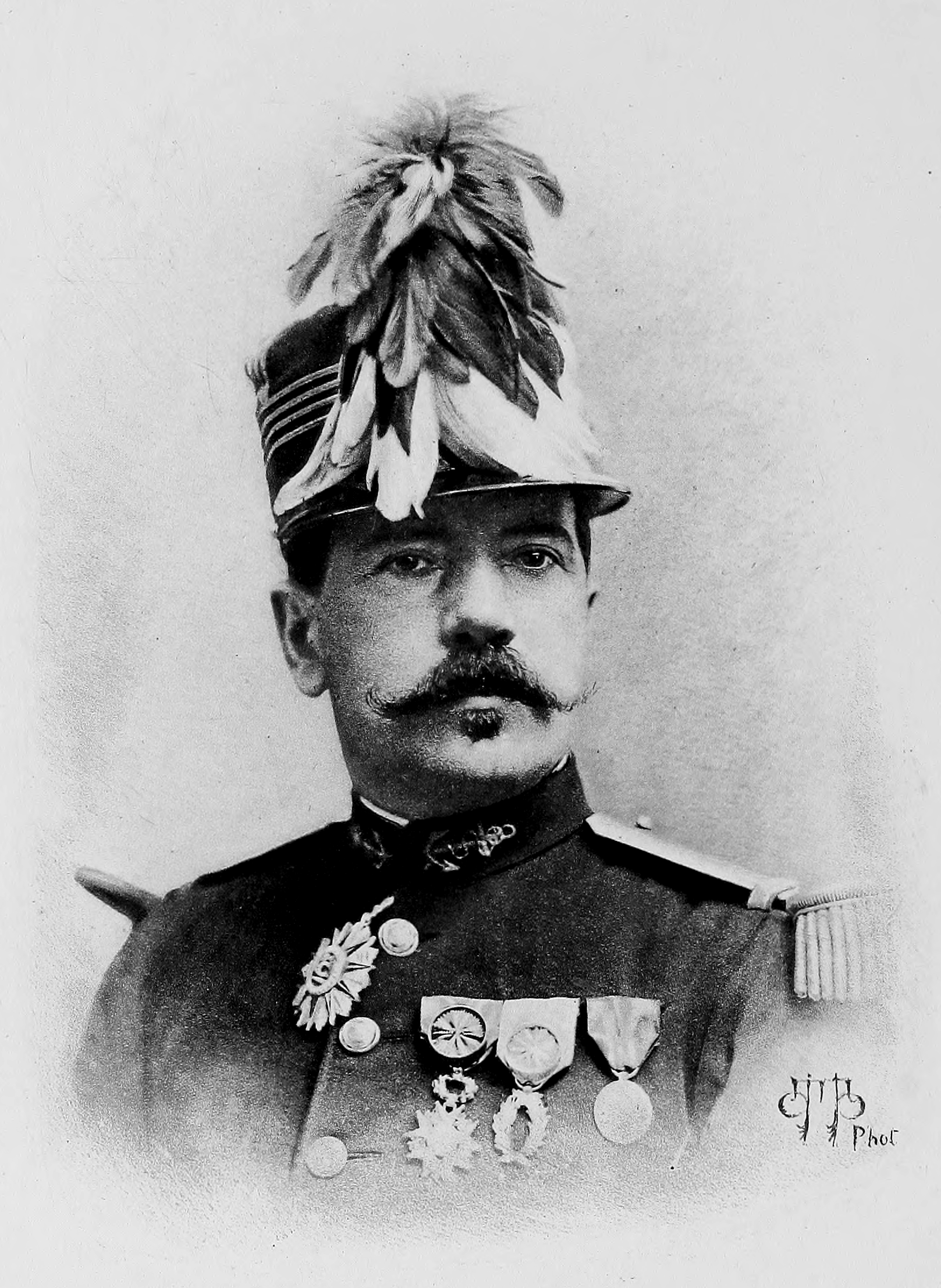
Parfait-Louis Monteil

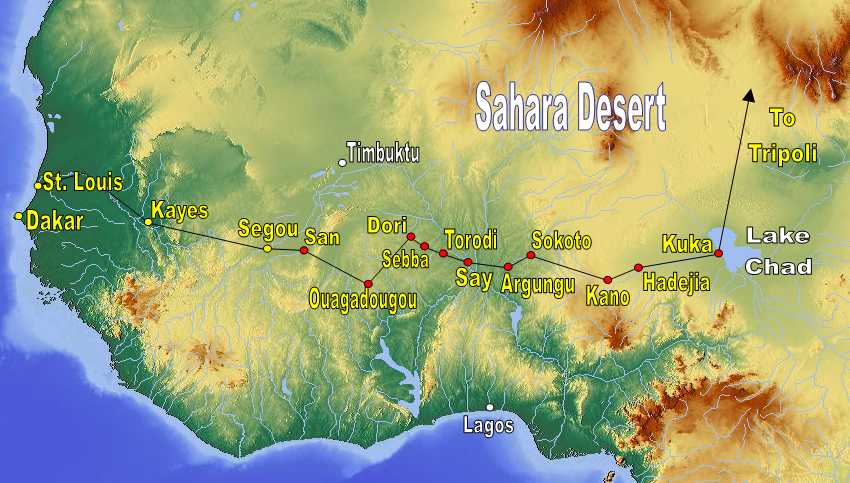
Stationen der Expedition von Parfait-Louis Monteil 1890–1892 in Westafrika. Der Weg zum Tschadsee führte hauptsächlich durch die sudanesische Savanne, Grasland mit vereinzelten Bäumen im Süden der trockeneren Sahelzone

Parfait-Louis Monteil  (geb. 18. April 1855 in Paris; gest. 29. September 1925 in Herblay, Seine-et-Oise) war ein französischer Offizier und Westafrika-Reisender und -Entdecker, der zu den „berühmten französischen Kolonialisten“ gerechnet wird.

## Leben
Monteil wurde 1855 geboren. Er war ein Absolvent der Militärschule Saint-Cyr (1876), diente in der Marine und wurde auf seinen Wunsch hin 1877 in den Senegal geschickt. Er befasste sich mit kartographischen Forschungen und wurde für seine Erfolge im Senegal in den Rang eines Hauptmanns befördert und zum Ritter der Ehrenlegion ernannt. Im Jahr 1884 wurde er zum Mitglied der Société de géographie de Paris gewählt. Von 1886 bis 1888 diente er im Protektorat von Annam (heute Vietnam). Anschließend erkundete er das Gebiet der künftigen Eisenbahn von Bafoulabé bis Bamako im Senegal, bevor er 1890 zu einer 27-monatigen Reise durch Westafrika aufbrach.
In den Jahren 1890–1892 erkundete er die Region des Sudan und durchquerte die Sahara von Bornu bis Tripolis. Er unternahm die berühmte Reise vom Senegal nach Osten bis zum Tschadsee und dann nach Norden durch die Sahara nach Tripolis.

### Westafrika-Reise 1890–1892
Nach der Unterzeichnung eines Abkommens mit Großbritannien im August 1890, wonach das Land östlich des Niger und südlich der Sahara Großbritannien vorbehalten war, schickte die französische Regierung Monteil nach Westafrika, um die Länder an der anglo-französischen Grenze zu besuchen. Von Saint-Louis aus durchquerte er 1891 die Nigerschleife von Westen nach Osten, besuchte Sokoto und Zinder und kam schließlich in Kuka am Tschadsee an. Von dort aus reiste er durch die Sahara über Murzuk nach Tripolis an der Mittelmeerküste.

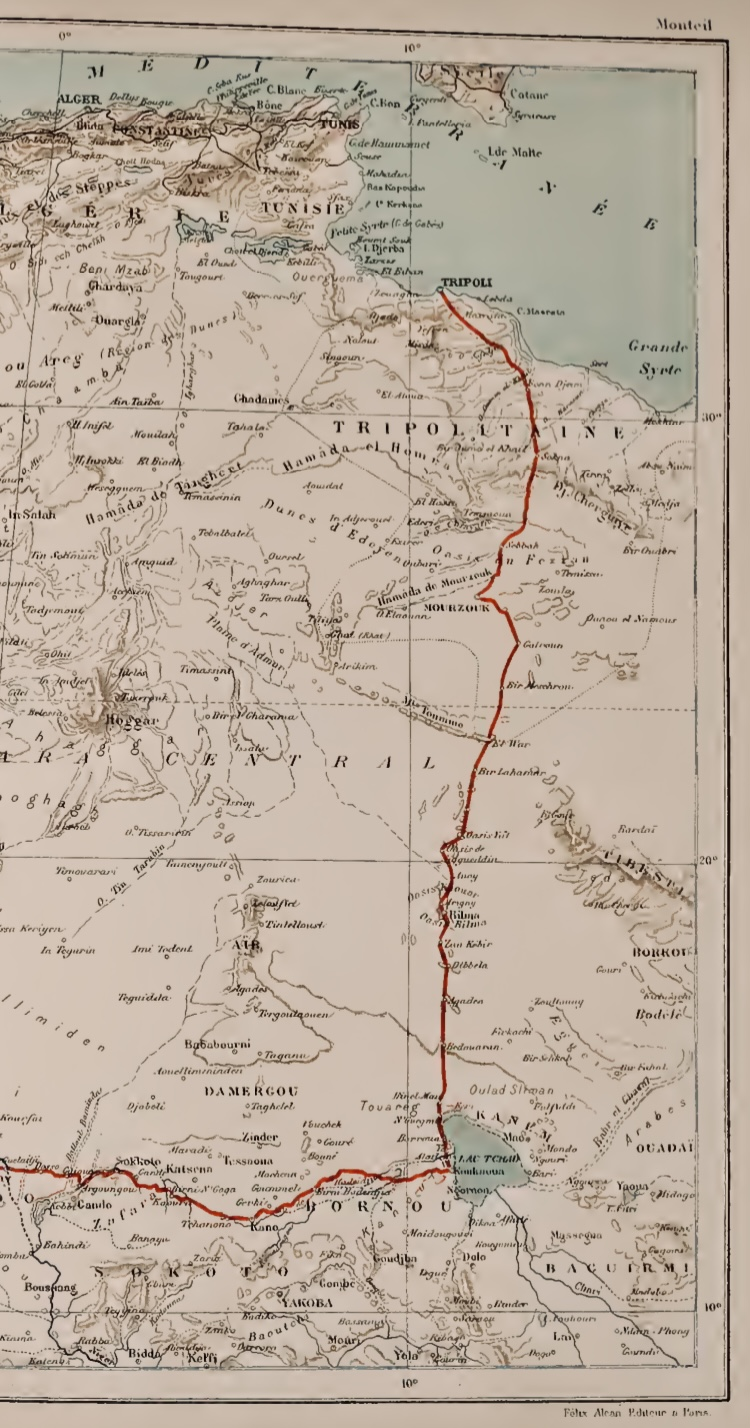
Karte der Strecke Tschadsee-Murzuk-Tripolis von Monteil, veröffentlicht 1895

Über seine Forschungsreise veröffentlichte er den Bericht De Saint-Louis à Tripoli par le Lac Tchad - Voyage au travers du Sudan et du Sahara accompli pendant les Années 1890-91-92 (Von Saint-Louis nach Tripolis via Tschadsee - Reise durch den Sudan und die Sahara in den Jahren 1890-91-92), zu dem Vicomte Melchior de Vogüé das Vorwort schrieb. Illustratiert wurde das Werk von Riou nach dem Text und den Dokumenten von Oberstleutnant Monteil und den Fotografien des Commandant Fernand Quiquandon.

### Weitere Karriere
Im Kampf gegen Samory Touré, den Gründer des Wassoulou-Reiches, eines islamischen Staates, der sich dem französischen Kolonialismus in Westafrika widersetzte, wurde er schwer verwundet und musste im Rang eines Obersts in den Ruhestand treten.
Als nationalistischer Anti-Dreyfusianer wurde Monteil Mitglied der Französischen Vaterlandsliga (Ligue de la patrie française) und der Liga für die nationale Verteidigung (Ligue des intérêts de la défense nationale).
Monteil versuchte später erfolglos, Politiker zu werden und beteiligte sich an der Kolonisierung Südtunesiens.
Die persönlichen Papiere von Colonel Parfait-Louis Monteil werden in den Archives nationales unter der Signatur 66AP aufbewahrt.

## Publikationen
- Monteil, Parfait-Louis: Voyage d'exploration au Sénégal [Entdeckungsreise im Senegal]. Paris: Papeet 1882 Digitalisat
- Monteil, Parfait-Louis: En France et aux colonies, vade-mecum de l'officier d'infanterie de marine [In Frankreich und den Kolonien, Vademecum für den Offizier der Marineinfanterie]. Paris: Baudoin et Cie. 1884 Digitalisat
- Monteil, Parfait-Louis: De Saint-Louis a Tripoli par le Lac Tchad, Voyage au Travers du Soudan et du Sahara Accompli Pendant les Années 1890-91-92 [Von Saint-Louis nach Tripolis via Tschadsee]. Paris: Félix Alcan. 1894 Digitalisat
- Barth, Heinrich; Voulet, Paul; Monteil, Parfait-Louis. Textes anciens sur le Burkina (1853–1897) [Alte Texte über Burkina (1853–1897)]. Paris: Sépia. 1897
- Monteil, Parfait-Louis: Une page d'histoire coloniale : la colonne de Kong, 1895 [Eine Seite der Kolonialgeschichte: Die Colonne de Kong, 1895]. Paris: Henri Charles-Lavauzelle. 1902 Digitalisat
- Monteil, Parfait-Louis: Quelques feuillets de l'histoire coloniale [Einige Blätter der Kolonialgeschichte]. Paris: Société d'éditions géographiques maritimes et coloniales 1924 Digitalisat